# Coppa Bernocchi 1967
La Coppa Bernocchi 1967, quarantanovesima edizione della corsa, si svolse il 23 agosto 1967 su un percorso di 195 km. Era valida come evento del circuito UCI categoria CB1.1. La vittoria fu appannaggio dell'italiano Vittorio Adorni, precedendo i connazionali Michele Dancelli e Felice Gimondi. L'arrivo e la partenza della gara furono a Legnano.

## Ordine d'arrivo (Top 10)
| Pos. | Corridore         | Squadra           | Tempo    |
| ---- | ----------------- | ----------------- | -------- |
| 1    | Vittorio Adorni   | Salamini-Luxor TV | 4h28'00" |
| 2    | Michele Dancelli  | Vittadello        | s.t.     |
| 3    | Felice Gimondi    | Salvarani         | s.t.     |
| 4    | Franco Balmamion  | Molteni           | s.t.     |
| 5    | Giorgo Zancanaro  | Max Meyer         | s.t.     |
| 6    | Adriano Passuello | Molteni           | s.t.     |
| 7    | Luciano Armani    | Salamini-Luxor TV | s.t.     |
| 8    | Ugo Colombo       | Filotex           | s.t.     |
| 9    | Wladimiro Panizza | Vittadello        | s.t.     |
| 10   | Ole Ritter        | Germanvox         | a 1'05"  |